# Літографічна компанія Burrow-Giles Co. проти Sarony
Літографічна компанія Burrow-Giles Co. проти Sarony, 111 US 53 (1884) — справа, яка була вирішена Верховним судом США, що затвердив повноваження Конгресу поширити захист авторських прав на фотографію .

## Передумови справи

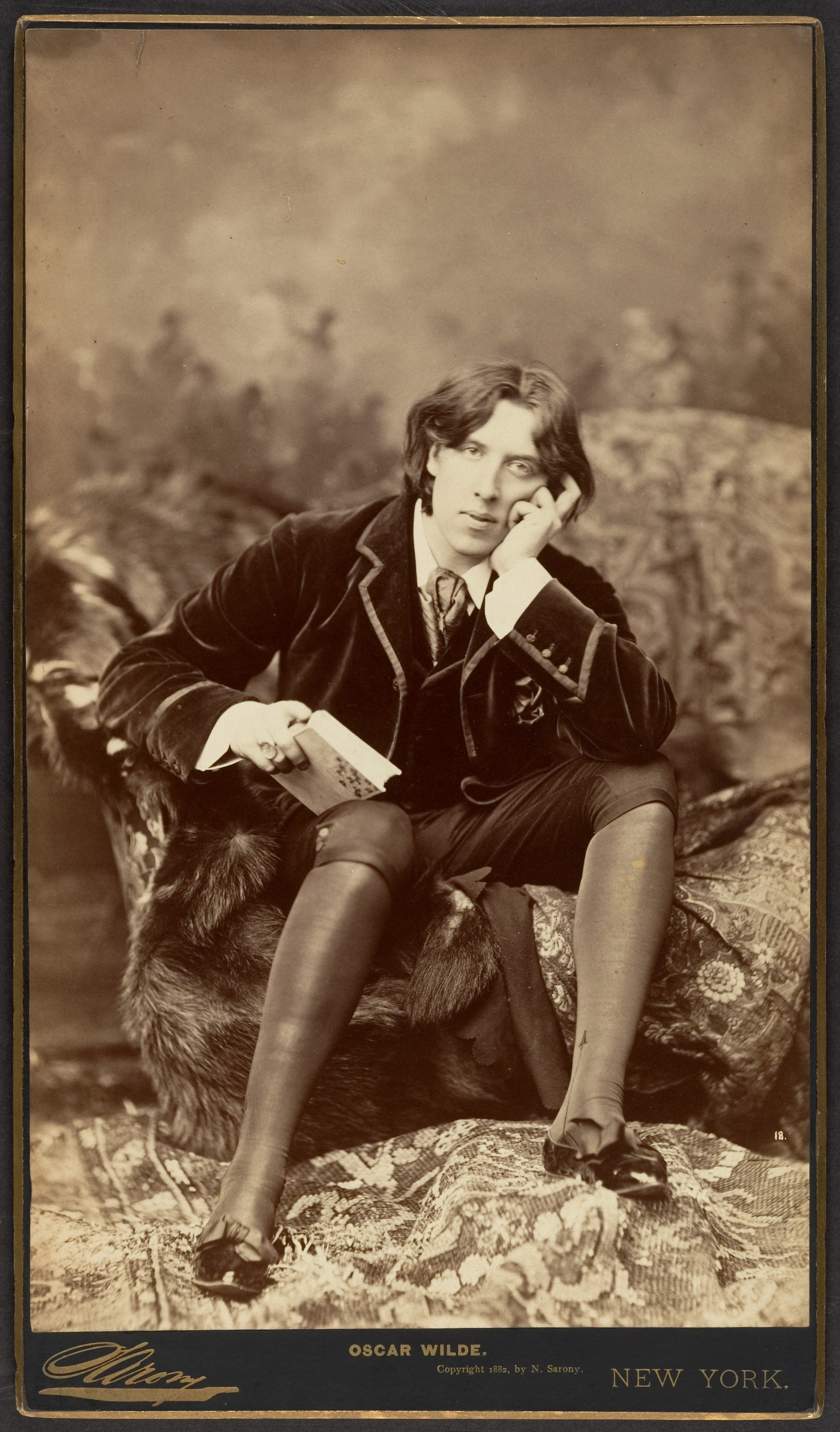
Предмет судового позову: Оскар Уайльд № 18 авторства Наполеона Сароні (1882)

Відомий фотограф Наполеон Сароні подав позов про порушення авторських прав проти Літографічної компанії Burrow-Giles, що продала фотографії авторства Сароні без його дозволу, на яких був зображений письменник Оскар Вайлд під назвою «Оскар Вайлд № 18». Компанія стверджувала, що фотографії не можуть розглядатися в якості «творів» або як «авторство» у значенні, наданому Конгресом відповідно до статті 1, розділу 8, пункту 8 Конституції США щодо захисту авторських прав, і тому параграф 4952 Закону про авторське право 1865 року, який конкретно поширив дію захисту на фотографічні твори, був неконституційним. Федеральний суд Південного округу Нью-Йорка, хоч і висловлював певні сумніви щодо конституційності пункту 4952, відмовився визнати його недійсним і ухвалив рішення виплатити Сароні компенсацію в розмірі 610 доларів США (у 2015 році ця сума була еквівалентною більше ніж 16 000 доларів). Рішення було підтверджено окружним судом США для Південного округу Нью-Йорка, а згодом Верховним судом.

## Рішення Верховного Суду
Відповідно до трактування терміну «твори» у Конституції, то одностайне рішення Верховного Суду, очолюваного суддею Міллером постановило, що Конгрес «належним чином заявив, що термін включає в себе усі форми написання, друкування, гравюри, офорти тощо, за допомогою яких ідеям автора надається видимий вираз». Суд зазначив, що «карти та діаграми» були серед об'єктів першого Закону про авторське право 1790 року, а офорти та гравюри були додані при його перших поправках у 1802 році. Члени Конгресу, які прийняли ці перші авторські права, були сучасниками авторів Конституції, і багато хто з них брав участь у самих Конституційних зборах. Відповідно, їхнє тлумачення Конституції, писав Суддя Міллер, «саме по собі має дуже велику вагу, і коли пам'ятають, що встановлені таким чином права не були оскаржені майже протягом століття, вони є майже незаперечними».
Навіть якщо інші візуальні роботи можуть бути захищені авторським правом, стверджували у Burrow-Giles, фотографія — це лише механічний процес, а не мистецтво, і не може уособлювати авторську «ідею». Суд визнав, що це може бути правдою для «звичайних» фотографій, але це не було у випадку із зображенням Вайлда, зробленим Сароні. Суд першої інстанції встановив, що Сароні «обрав позу для згаданого Оскара Вайлда перед камерою, обрав та скомпонував костюм, оббивку крісла та інші різні аксесуари на згаданій фотографії, організував сюжет, щоб представити витончені лінії, пропрацював світло і тінь, що підказує і викликає бажаний вираз, і з таким розташуванням, порядком чи представленням, повністю зробленими позивачем, він виготовив фотографію». Цей контроль, який Сароні здійснював над предметом спору, на думку Суду, показав, що він є «автором» «оригінального витвору мистецтва» і, отже, є в межах «класу» речей, які Конституція передбачала надати Конгресу як виключні права відповідно до законів про авторські права.